# Magur
Magur (ou Makur) est une île de l'atoll de Namonuito (quelquefois globalement appelé « îles Magur »), dans les États fédérés de Micronésie.
Cette municipalité fait partie de l'État de Chuuk (district d'Oksoritod ou îles du Nord-Ouest).